# شوهيني غوش
شوهيني غوش (بالإنجليزية: Shohini Ghose)‏ هي أستاذة في علوم الفيزياء الفلكية بجامعة ويلفريد لورير، وهي نائب الرئيس المنتخب للجمعية الكندية للأطباء. كانت زميلة على منصة تيد العالمية في عام 2014، واعتُبرت أقدم زميلة للمنصة في عام 2018.

## التعليم
نشأت غوش في الهند حيث كانت تحلم بأن تصبح رائدة فضاء أو بطلة خارقة. انتقلت إلى جامعة ميامي من أجل دراساتها الجامعية حيث تخصصت في الرياضيات. حصلت على الدكتوراه من جامعة نيو مكسيكو في عام 2003. كان موضوع أطروحة الدكتوراه خاصتها بعنوان «الكمّية والديناميكا الكلاسيكية للذرات في شبكة مغناطيسية بصرية» في التفاعل بين الذرات والليزر.

## البحث
انتقلت غوش إلى جامعة كالياري بعد التخرج للعمل كأستاذة. تقدمت بطلب لتصبح أستاذة مساعدة في جامعة ويلفريد لورير وانتقلت إليها في عام 2005 وذلك بعد عام واحد فقط من أبحاث ما بعد الدكتوراه. بقيت غوش في مجال الفيزياء الكمّية مكرّسةً عملها على التشابك والنفق. شاركت في تأليف أول كتاب تدريبي لعلم الفلك في كندا في عام 2012.
تركز غوش أبحاثها اليوم على علم المعلومات الكمّية، وهي مهتمة حقًا باللّايقين والانتقال النظري عبر الفضاء. هي إحدى أعضاء المعهد المحيطي للفيزياء النظرية وكلية بالسيلي للشؤون الدولية. عُينت غوش نائبة الرئيس المنتخب للجمعية الكندية للأطباء.
ألقت غوش خطابًا على منصة تيد إكس في مدينة نيكل بعنوان «كسر الحواجز مع فيزياء الكم» في عام 2014 وخطاب «كيف يمكن لفيزياء الكم أن تساعدنا في محاربة تغير المناخ» في عام 2015 وخطاب «قوة الدهشة غير المتوقعة» في ثاندر باي في عام 2016. كانت غوش واحدة من النساء القليلات اللواتي اخترن أن تكون الفيزياء موضوعًا لأطروحتهم للدكتوراه. أصبحت المدير المؤسس لمركز لورير للنساء في العلوم في عام 2012.
ظهرت غوش في مقال على قناة دبليو نيتوورك في عام 2016 ضمن فقرة «15 امرأة كندية رائعة يجب أن تعرفها». احتفل مركز لورير للنساء في العلوم بعيد ميلاده الخامس في عام 2017. شاركت مرة أخرى مع منصة تيد إكس في عام 2015 وكان نقاشها بعنوان «ماذا لو كان أينشتاين امرأة؟»، وشاركت أيضًا في عام 2016 في حديث على منصة إينك توك بعنوان «نساء عالمات لم تسمع بهن قط». قدّمت فيديو على منصة تيد إد يدور موضوعه حول ماري كوري. غوش هي عضو في مجموعة عمل النساء في الفيزياء في الاتحاد الدولي للفيزياء البحتة والتطبيقية.

## الجوائز
- فازت غوش بجائزة الاستحقاق بجامعة ويلفريدج لوريير عدة مرات في عام 2010 و 2015 و2016 وذلك من أجل خدماتها المقدمة للطلاب.
- زمالة ألبرتا للإبداع في عام 2004.[20]
- جائزة المهاتما غاندي للإنجازات العالمية في عام 2014.[21]
- جائزة نساء واترلو للتعليم في عام 2014. (WOW)[22]
- جائزة أفضل فيزيائية لهذا الشهر للجمعية الفيزيائية الأمريكية في عام 2014.[23][24]
- جائزة تيد في عام 2014 [25]
- جائزة أقدم زميل لمنصة تيد في عام 2018.[26][27]